# Herta Graf
Herta Graf, geborene Enderneit (* 28. Dezember 1911 in Riga; † 16. Dezember 1996 in Schorndorf) war eine deutsche Schriftstellerin.

## Leben
Nach dem Besuch der Handelsschule in Riga war Herta Enderneit bis 1939 für die evangelische „Baltendeutsche Russlandarbeit“ tätig. Die Familie entschied sich für eine Ausreise aus Lettland. Von Posen im Reichsgau Wartheland musste sie 1945 – bald nach der Heirat mit Johann Graf 1944 – fliehen. Sie lebte zunächst bei der Familie ihres Mannes in der Matthesmühle bei Wemding, anschließend in Wallerstein und Wustenriet bei Schwäbisch Gmünd, bevor sie 1958 nach Schwäbisch Gmünd zog. Im gleichen Jahr wurde ihr Sohn Klaus geboren. Bis zur Trennung von ihrem Mann war sie als Hausfrau tätig. 1989 zog sie zu einer befreundeten Familie nach Schorndorf.

## Werk
Mit über 5000 verkauften Exemplaren, die eine zweite Auflage erforderlich machten, war ihre Weihnachtserzählung Fräulein Bertram feiert Weihnachten (1958) recht erfolgreich. Nach der Veröffentlichung eines zweiten Buchs Sommerkind Silvia (1963) verzichtete Herta Graf weitgehend auf weitere literarische Tätigkeit, damit dem Wunsch ihres Ehemanns entsprechend, der für ihre kulturellen Ambitionen keinerlei Verständnis aufbrachte. Kurz vor ihrem Tod konnte sie die Lebenserinnerungen Mit Dünawasser getauft abschließen, die der Zeit bis zur Aussiedlung 1939 gelten. Während ihr publiziertes Werk schmal blieb, sind umfangreiche nachgelassene Materialien im Schriftgut-Archiv Ostwürttemberg, gegründet von Reiner Wieland, einsehbar.